# Reiner Brockmann
Reiner Broc(k)mann (1609, Schwan-Grändzdorf, Mecklenburg - 1647 Tallinn) foi um pastor, poeta cerimonial e tradutor. Ele é considerado o primeiro poeta a escrever em estoniano.
A partir de 1634 foi professor de grego numa escola que atualmente se chama Escola de Gramática Gustav Adolf. A partir de 1639 foi pastor em Kadrina.
Ele é provavelmente mais conhecido pelas suas traduções de hinos para a língua estoniana. Ele também escreveu poesia cerimonial em várias línguas. A maior parte do seu trabalho foi modelado pelo seu colega Paul Fleming.